# Voo TAM 402
O voo TAM 402 (ICAO: TAM 402) foi uma rota comercial doméstica do Brasil, operada pela TAM Linhas Aéreas, utilizando uma aeronave modelo Fokker 100 e que partia do Aeroporto de Caxias do Sul com destino ao Aeroporto Internacional do Recife, com escalas no Aeroporto Internacional Afonso Pena, em Curitiba, Aeroporto de Congonhas, em São Paulo, e no Aeroporto Santos Dumont, no Rio de Janeiro. 
Em 31 de outubro de 1996, enquanto decolava de São Paulo, o reversor de empuxo de um dos motores foi acionado, fazendo com que a aeronave perdesse velocidade e sustentação, caindo na Rua Luís Orsini de Castro, no Jabaquara, Zona Sul da capital paulista. Todos os 96 passageiros e tripulantes a bordo do Fokker 100 mais três pessoas em solo morreram. É o acidente aéreo com mais mortes envolvendo um avião Fokker 100.
O acidente, investigado pelo Centro de Investigação e Prevenção de Acidentes Aeronáuticos, órgão filiado à Força Aérea Brasileira, teve seu relatório final divulgado em dezembro de 1997, apontando como causa principal do acidente o acionamento do reversor de empuxo durante a decolagem, devido a manutenção inadequada aplicada pela empresa, o que causou a perda de sustentação e a queda.

## Antecedentes

### Reversor de empuxo

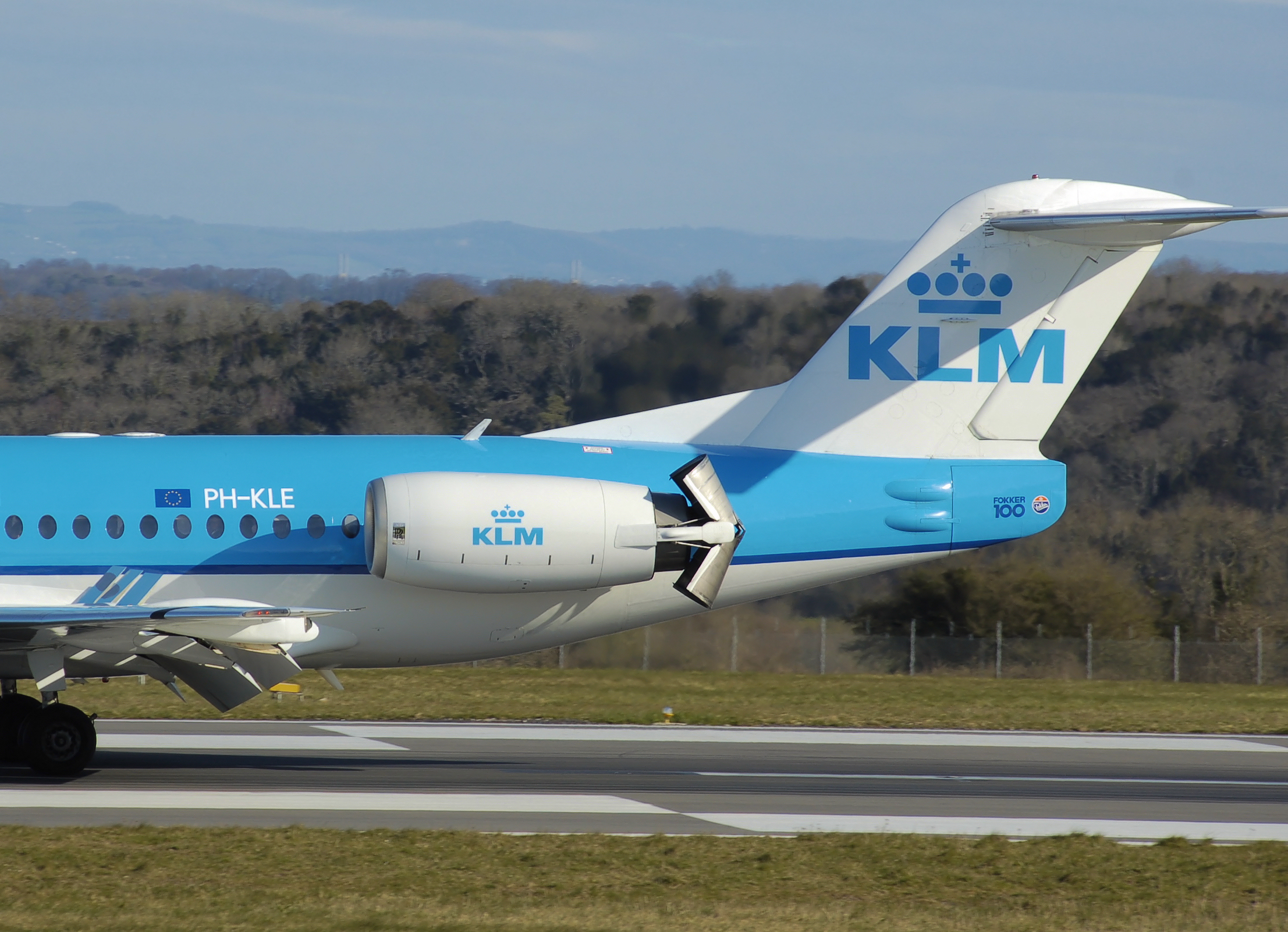
Fokker 100 com seu reversor de empuxo acionado durante o pouso

O reversor de empuxo é um dispositivo instalado na saída de ar das aeronaves que, durante o pouso, é aberto e produz uma força de empuxo contrária ao sentido da aeronave, reduzindo a velocidade e auxiliando os freios na parada do avião. Como, ao ser acionado, redireciona o fluxo de ar para a frente, não pode ser aberto em voo. Existem casos de acidentes em que o reversor foi acionado em voo, como o Voo Lauda Air 004, em maio de 1991, um Boeing 767 que caiu após o reversor abrir em voo; por consequência, o avião guinou para a esquerda, girou sobre seu próprio eixo e iniciou um mergulho em parafuso. Durante o mergulho, a aeronave ultrapassou a velocidade de Mach 1 e se desfragmentou no ar, e todas as 223 pessoas a bordo morreram. Após investigações, uma série de mudanças tornou-se obrigatória em todos os aviões de passageiros em operação no mundo, para evitar que o evento se repetisse.

## Aeronave e tripulação
A aeronave envolvida no acidente era um Fokker 100, número de série 11440, registrada no Brasil como PT-MRK, equipada com dois motores Rolls-Royce RB.183 Tay, fabricada em agosto de 1993 e que entrou em serviço um mês depois pela TAM. Em abril de 1995, a aeronave tinha acumulado oito mil horas de voo e mais de 3,5 mil ciclos (pousos e decolagens somados).
A tripulação era formada pelo comandante José Antônio Moreno, 35 anos de idade e mais de nove mil horas de voo (três mil horas no Fokker 100) e do copiloto Ricardo Luís Gomes Martins, 28 anos de idade e quatro mil horas de voo (160 horas no Fokker 100), além de cinco comissários de voo.
A aeronave completaria a terceira etapa do voo, a Ponte Aérea Rio-São Paulo, vindo de Caxias do Sul, com escala no  Aeroporto Internacional de Curitiba, onde decolou novamente às 6h30 (UTC-2), pousando em São Paulo às 7h30 (UTC-2). Durante estas etapas do voo, os pilotos perceberam um problema de falta de sincronização entre a potência dos motores, porém não deram a devida importância ao fato, já que isso poderia ser controlado manualmente, sem o uso do autothrottle,porém o problema estava no mecanismo que impede a abertura do reversor de empuxo em voo, que estava frouxo no motor direito.

## Acidente

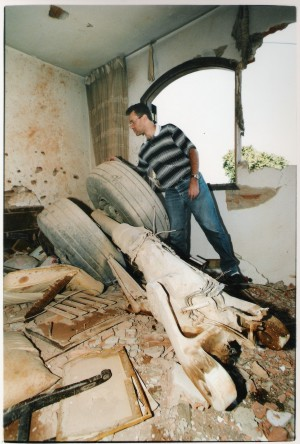
O trem de pouso do avião acidentado, que entrou pela janela de uma casa

### Embarque e decolagem
Inicialmente, estava previsto que esse avião faria o voo até Brasília, porém, por questões logísticas, o setor operacional da companhia decidiu que o avião faria o voo até o Rio de Janeiro. A tripulação do voo anterior informou aos pilotos que o autothrottle apresentou problemas durante aquele voo. Como era tradição para a companhia na época, o comandante do voo recebia os passageiros na porta da aeronave, com um tapete vermelho estendido, e voltava a cabine de pilotagem somente após todos os passageiros embarcarem. Às 8h12 (UTC-2), informou à torre que estava pronto para taxiar. Fazendo as revisões antes da decolagem, os pilotos não encontraram nada de anormal em relação aos instrumentos. O comandante conduziu a aeronave até a extremidade norte do platô, na cabeceira da pista 17R. Enquanto taxiava para a pista, soou na cabine um alarme, indicando alguma anormalidade. Os pilotos deduziram que o alarme seria referente ao autothrottle, que estava desativado. Porém, o alarme foi causado pelos problemas no reversor. Após chegar à cabeceira, o comandante alinhou o avião na pista e avançou as manetes dos motores.

### Abertura do reversor e queda
Enquanto o avião percorria a pista para decolagem, soou na cabine de pilotagem um alarme, mas foi ignorado pelos pilotos, pois novamente associaram ao problema do autothrottle. Logo após, dois alarmes passaram a soar, enquanto a velocidade da aeronave aproximava-se de oitenta nós (150 km/h). Ao atingir 131 nós (242 km/h), a aeronave decolou e, pela primeira vez, as conchas do reversor do motor número dois se abriram pela força da gravidade, já que não estavam travadas. Neste momento, o manete referente ao motor recuou violentamente para a posição "idle" (marcha lenta), devido ao feedback cable, um sistema de segurança quando o reversor abre no ar. Com apenas o motor da esquerda impulsionando a aeronave para a frente, o nariz do avião correu para o lado contrário, seguido de uma forte vibração em toda a aeronave. Apesar dos esforços, o avião continuou virando para a direita, porém continuava subindo. Como o reversor estava em trânsito, as conchas voltaram a se fechar, afrouxando o feedback cable, o que permitiu que os pilotos avançassem as manetes para potência máxima, voltando a ter um ângulo de subida normal.
Porém, após seis segundos, as conchas do reversor direito voltaram a se abrir, com o feedback cable recuando as manetes novamente, e a velocidade do avião caiu para 126 nós (233 km/h). Os pilotos, além de manter o motor esquerdo com uma potência abaixo da recomendada, esqueceram de recolher o trem de pouso, o que daria mais sustentação ao avião. Quatro segundos após, a concha do reversor fechou, mas apenas dois segundos depois, ela abriu novamente. Neste momento, quando as manetes voltaram para a posição "idle", o copiloto forçou para que elas voltassem à posição normal de voo, porém, com esta força aplicada, o feedback cable rompeu-se, deixando as conchas do reversor abertas. Com o motor esquerdo impulsionando o avião para a frente a toda potência, enquanto o direito impulsionava para trás também a toda potência, o avião perdeu sua sustentação a uma altura de apenas 129 pés (40 metros) e passou a sofrer trepidação, com a asa direita a apontar para o solo. O Fokker 100 então colidiu em um conjunto de casas da Rua Luís Orsini de Castro, no Jardim Oriental, Jabaquara, matando todas as 96 pessoas a bordo e três pessoas em solo. Entre o momento em que decolou de Congonhas até o momento em que se acidentou, o avião passou somente 24 segundos no ar.

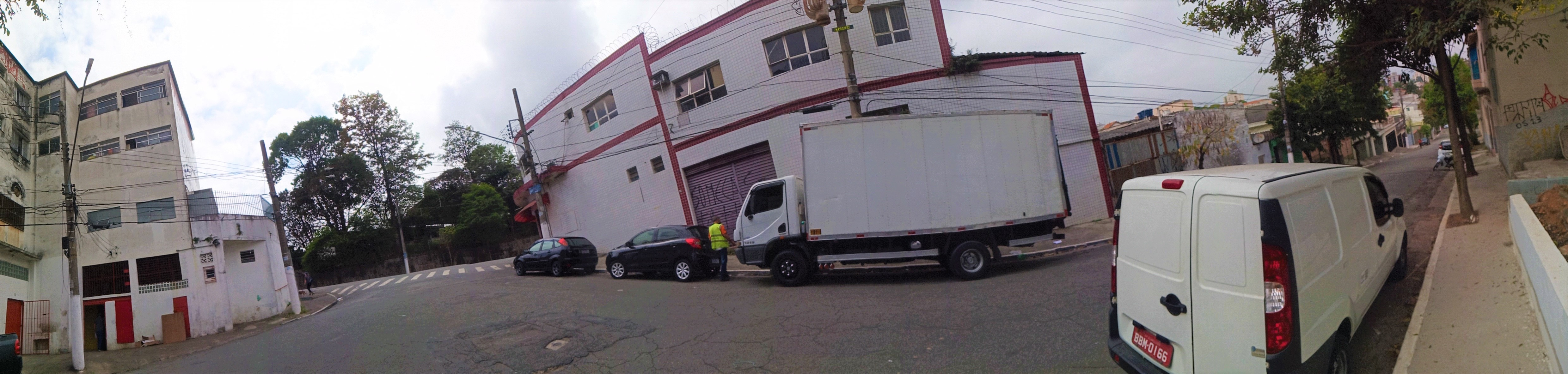
Visão panorâmica da Rua Luís Orsini de Castro em 2021: à esquerda, o prédio na esquina da Rua Jurupari que o avião atingiu antes da queda. À direita, do outro lado da rua, é possível ver as casas reconstruídas no local de impacto da aeronave.

### Linha do tempo
| Hora       | Hora       | Evento |
| UTC        | UTC−2      | Evento |
| ---------- | ---------- | --- |
| 08h30      | 06h30      | Decolagem do Aeroporto Internacional de Curitiba. |
| 09h30      | 07h30      | Pouso no Aeroporto de Congonhas. |
| 10h12min16 | 08h12min16 | Os pilotos informam estar prontos para taxiar. |
| 10h17min53 | 08h17min53 | Primeiro alarme soa na cabine. |
| 10h24min47 | 08h24min47 | Torre de controle autoriza a decolagem. |
| 10h26min21 | 08h26min21 | Início da corrida de decolagem na pista. |
| 10h26min57 | 08h26min57 | Aeronave decola da pista e, pela primeira vez, as conchas do reversor se abrem.                                                                                       |
| 10h27min00 | 08h27min00 | A concha do reversor fecha-se. |
| 10h27min02 | 08h27min02 | Pela segunda vez, a concha do reversor abre-se. |
| 10h27min06 | 08h27min06 | Novamente, a concha do reversor fecha-se. |
| 10h27min10 | 08h27min10 | Pela terceira e última vez, a concha do reversor abre-se, porém, desta vez, o feedback cable se rompe, a concha fica permanentemente aberta e o avião inicia a queda. |
| 10h27min21 | 08h27min21 | O avião colide contra um conjunto de casas na Rua Luís Orsini de Castro.                                                                                              |

## Resgate
Um dos trens de pouso se desprendeu do avião acidentado e entrou pela janela de uma casa; duas pessoas que estavam naquele cômodo haviam saído menos de trinta segundos antes. Logo após o acidente começaram a chegar ambulâncias, viaturas policiais e carros do Corpo de Bombeiros e Defesa Civil. As primeiras informações divulgadas pela Rede Globo davam conta de que o avião iria para Brasília, e não para o Rio de Janeiro, embora salientasse que o destino do avião ainda não havia sido confirmado pela companhia. Logo após, a informação foi corrigida pela companhia. Caminhões-baú do serviço de cargas da TAM foram usados para levar os corpos para o Instituto Médico Legal. Enquanto isso, funcionários da companhia começaram a entrar em contato com as famílias dos passageiros e tripulantes. Até o início da tarde do dia do acidente, cinquenta corpos haviam sido reconhecidos, com o auxílio dos parentes, e o restante até o dia 4 de novembro. A última vítima faleceu quase um mês depois do fato, com três quartos da superfície do corpo queimados pelas chamas do avião.

## Investigação
O Fokker 100 era equipado com um sistema indicador do reverso aberto e das providências que deveriam ser tomadas. Porém, esse dispositivo ficava inibido a partir da velocidade de oitenta nós, alcançada na corrida de decolagem, só retomando sua função após o jato ultrapassar mil pés de altitude, o que ainda não acontecera. Isto era baseado numa filosofia da aviação moderna, segundo a qual os pilotos não devem adotar nenhum procedimento entre essas duas marcações, quando os aviões decidem sozinhos o que fazer. A filosofia tinha sua lógica, no caso específico deste acidente, pois se os pilotos não ficassem duelando com os manetes e o trem de pouso e os flaps fossem recolhidos, mesmo que o motor número dois permanecesse em "idle" (marcha lenta), o motor número um forneceria energia necessária para que o avião subisse a uma altitude segura, desse a volta no aeroporto e fizesse um pouso de emergência.
Entre as conclusões apresentadas pelo Centro de Investigação e Prevenção de Acidentes Aeronáuticos (CENIPA), foram citados no relatório final: o fato de que, após o pouso em São Paulo, conforme os dados do gravador de dados de voo, o reversor do motor número dois permaneceu em trânsito, não ficando travado; as duas tripulações (do voo anterior e do acidente) nada reportaram com relação a esse sistema, fatos que caracterizam a falta de indicação da real condição do reverso no painel de instrumentos; e a investigação constatou ter ocorrido uma abertura inadvertida do reversor do motor direito quando a aeronave decolou. Como fatores contribuintes, foram citados os fatores humanos, no aspecto psicológico, falta de informação (instruções escritas e práticas) contribuiu para o não reconhecimento da anormalidade durante o seu desenrolar, a inusitada ocorrência do rápido recuo da manete, numa fase particularmente difícil da operação, a não ocorrência dos avisos discriminadores da falha, e a falta de conhecimento e treinamento específico dessa anormalidade provocaram a surpresa e o desvio de atenção dos tripulantes. No fator material foi citada a deficiência do projeto da aeronave, no fator operacional foi citada a pouca experiência do copiloto neste modelo de aeronave, aplicação de comando errada, já que nas três vezes em que as manetes foram recuadas automaticamente, elas foram empurradas novamente para a frente, e a falta de interpretação das informações, pois enquanto o problema era nos reversores os pilotos deduziram que era no autothrottle.

### Recomendações
Foram emitidas recomendações para os órgãos homologadores primários, melhorando a qualidade das análises de todos os boletins, para a divisão de homologação estudar uma proposta de instalar uma câmera na cabine de pilotagem, à Fokker para modificar o sistema elétrico do sistema de reverso, de forma a satisfazer os requisitos de aeronavegabilidade e rever o feedback cable, e à TAM para alterar o livro de bordo, objetivando melhorar os registros das panes, desenvolver um programa com o objetivo de listar todas as situações de falhas básicas, dar maior ênfase aos treinamentos realizados nos simuladores com relação à abertura do reverso nas diversas fases do voo e enfatizar a importância da não tomada de ação abaixo dos quatrocentos pés.